# Тлеспаев, Темержан
Темержан Тлеспаев (каз. Тілеспаев Теміржан; 1899 год — 1954 год, село Заульбинка) — старший конюх колхоза «Красный партизан» Кировского района Восточно-Казахстанской области, Казахская ССР. Герой Социалистического Труда (1949).

## Биография
Родился в 1899 году в одном из населённых пунктов, находящихся на территории современной Восточно-Казахстанской области. В конце 1920-х годов вступил в колхоз. Участвовал в Великой Отечественной войне. В 1944 году получил серьёзное ранение и демобилизовался. После возвращения на родину трудился конюхом в колхозе «Красный партизан» Кировского района в селе Заульбинка. Позднее был назначен старшим конюхом.
В 1947 году бригада Темержана Тлеспаева вырастила 65 жеребят от 65 кобыл и в 1948 году — 25 жеребят от 25 кобыл. За получение высокой продуктивности животноводства в 1948 году при выполнении колхозом обязательных поставок сельскохозяйственных продуктов и плана развития животноводства по всем видам скота удостоен звания Героя Социалистического Труда указом Президиума Верховного Совета СССР от 4 июля 1949 года с вручением ордена Ленина и золотой медали «Серп и Молот».
После выхода на пенсию проживал в селе Заульбинка Кировского района.
Скончался в 1954 году.
Награды
- Герой Социалистического Труда
- Орден Ленина
- Орден Трудового Красного Знамени (02.09.1948)